# مارک-آنتونی الیویه
مارک-آنتونی الیویه (فرانسوی: Marc-Antoine Olivier‎؛ زادهٔ ۱۸ ژوئن ۱۹۹۶) یک شناگر اهل فرانسه است.
از افتخارات وی میتوان به کسب مدال برنز ۱۰ کیلومتر آب‌های آزاد در بازی‌های المپیک تابستانی ۲۰۱۶ اشاره کرد.